# Pselaphitae
Super-tribu
Les Pselaphitae forment une super-tribu de coléoptères de la famille des Staphylinidae.

## Systématique
Les Clavigeritae comprennent les tribus suivantes :
- Arhytodini
- Attapseniini
- Ceophyllini
- Ctenistini
- Hybocephalini
- Odontalgini
- Pachygastrodini
- Phalepsini
- Pselaphini
- Tmesiphorini
- Tyrini